# Kreisgericht Grottkau
Das Kreisgericht Grottkau war ein preußisches Kreisgericht in der damaligen preußischen Provinz Schlesien mit Sitz in Grottkau.

## Geschichte
1849 wurden in Preußen einheitlich Kreisgerichte geschaffen. Hierbei wurde die Patrimonialgerichtsbarkeit abgeschafft und die Patrimonialgerichte aufgehoben. Auch die staatlichen Gerichte, hier das Land- und Stadtgericht Grottkau und das Land- und Stadtgericht Ottmachau wurden aufgelöst. Es entstand nun das Königliche Kreisgericht Grottkau. Es umfasste den Kreis Grottkau. Zuständiges Appellationsgericht war das Appellationsgericht Ratibor.
Eine Gerichtskommission, also Zweigstelle des Gerichtes mit weniger als drei Richtern, wurde in Ottmachau eingerichtet.
Am Gericht waren 1870 ein Direktor und sechs Kreisrichter eingesetzt. Die Zahl der Gerichtseingesessenen betrug 44.555. Schwurgerichtssachen wurden am Kreisgericht Neisse verhandelt.
Im Rahmen der Reichsjustizgesetze wurde das Gerichtswesen in Deutschland 1879 vereinheitlicht. Damit wurde das Kreisgericht Grottkau aufgehoben und das königlich preußische Amtsgericht Grottkau mit Wirkung zum 1. Oktober 1879 als eines von sechs Amtsgerichten im Bezirk des LandgerichtesBrieg als Nachfolger gebildet. Auch die Gerichtskommission wurden 1879 in ein Amtsgericht umgewandelt (Amtsgericht Ottmachau).